# Torpedo fuscomaculata
Torpedo fuscomaculata är en rockeart som beskrevs av Peters 1855. Torpedo fuscomaculata ingår i släktet Torpedo och familjen darrockor. IUCN kategoriserar arten globalt som otillräckligt studerad. Inga underarter finns listade i Catalogue of Life.